# 이와테 그루자 모리오카
이와테 그루자 모리오카(일본어: いわてグルージャ盛岡)는 일본 이와테현 모리오카시를 연고로 하는 축구 클럽으로 이 팀은 2004년에 창단되어 현재 일본 풋볼 리그에 출전하고 있으며 클럽 이름인 '그루자'(Grulla)는 스페인어로 "두루미"를 뜻한다.

## 선수 명단

### 현역
참고: FIFA 자격 규정에 따라 소속된 국가대표팀 국기를 표시합니다. 선수는 복수의 FIFA 비회원국 국적을 가지고 있을 수 있습니다.
| 번호 | 포지션 | 국적                   | 이름              |
| ---- | ------ | ---------------------- | ----------------- |
| 10   | MF     | 나이지리아             | 케네스 오타보르   |
| 16   | DF     | 조선민주주의인민공화국 | 류세건            |
| 22   | DF     |                        | 니시 다이고       |
| 11   | FW     |                        | 후지모토 노리아키 |
| 19   | DF     |                        | 원태랑            |

| 번호 | 포지션 | 국적 | 이름   |
| ---- | ------ | ---- | ------ |
| 60   | GK     |      | 이재웅 |

## 역대 감독
| 감독            | 임기        |
| --------------- | ----------- |
| 아키타 유타카   | 2020 ~ 2022 |
| 마쓰바라 요시카 | 2023 ~      |

틀:이와테 그루자 모리오카